# Distretto di Steglitz
Il distretto di Steglitz (in tedesco Bezirk Steglitz) era un distretto della città tedesca di Berlino.

## Storia
Il distretto di Steglitz fu creato nel 1920 in seguito alla legge istitutiva della “Grande Berlino”, con la quale venivano annessi alla capitale tedesca una serie di città, comuni rurali e territori agricoli dell’immediato circondario.

Il distretto, indicato con il numero 12, comprese le aree fino ad allora costituenti i comuni rurali di Steglitz, Lankwitz e Lichterfelde, e la località Südende del comune rurale di Mariendorf (assegnato per il resto al distretto di Tempelhof).
Nel 1945 il distretto fu assegnato al settore di occupazione statunitense e quindi a Berlino Ovest.
Nel 2001, nell’ambito della riforma amministrativa dei distretti berlinesi, il distretto di Steglitz venne fuso con il distretto di Zehlendorf, creando il nuovo distretto di Steglitz-Zehlendorf.
L’area dell’ex distretto di Steglitz corrisponde oggi ai quartieri di Lankwitz, Lichterfelde e Steglitz.